# Blood Ritual
Blood Ritual es el segundo LP de la banda suiza Samael; en la fecha, Samael era un trío conformado por Vorphalack como vocalista y guitarrista, Masmiseim como bajista y Xytras (ya no Xytraguptor) como baterista y teclista.
En este trabajo, Samael refinó un tanto su sonido, limando los aspectos más crudos del mismo e incorporando influencias del doom metal, aunque sin salirse del black metal que habían cultivado en su primer LP (Worship Him). En cuanto a las líricas siguieron siendo satánicas, aunque con algunas variaciones, como por ejemplo el tema Poison Infiltration, dedicado a La Voisine, una famosa envenenadora francesa del siglo XVII.
Con este LP, Samael dio un poco más de que hablar en la escena metalera europea. Este disco fue producido por el afamado productor Waldemar Sorychta, miembro de Grip Inc., que también ha oficiado como productor de Therion, Moonspell y varias otras bandas.

## Ficha técnica.
- Grabado en TNT Studio, Alemania, en octubre de 1992.

- Grabado, masterizado y mezclado por Waldemar Sorychta.

- Música y letras por Vorphalack.

## Lista de canciones
1. Epilogue. ("Epílogo"). Tema breve, se refiere a una súcubo.
2. Beyond the Nothingness. ("Más allá de la nada"). Tema satánico, se refiere al satanismo como escape al horror vacui.
3. Poison Infiltration. ("Infiltración de veneno"). Tema dedicado a La Voisine, famosa envenenadora francesa del siglo XVII.
4. After the Sepulture. ("Después de la sepultura"). Se refiere a la inevitabilidad de la muerte y a la imposibilidad de romper el ciclo de la vida.
5. Macabre Operetta. ("Opereta macabra"). Se refiere a la imposibilidad de adivinar el sentido de la vida, y la inevitabilidad de la muerte.
6. Blood Ritual. ("Ritual de sangre"). Trata acerca de un sacrificio humano.
7. Since the creation... ("Desde la Creación..."). Tema de desesperanza sobre la condición humana.
8. With the Gleam of the Torches. ("Con el brillo de las antorchas"). Especie de opereta cantada, con diálogos sobre un sacrificio humano.
9. Total Consecration. ("Consagración total"). Himno para convocar a Satán.
10. Bestial Devotion. ("Devoción bestial"). Otro tema compuesto como una opereta, sobre el sacrificio ritual.
11. ...Until the Chaos. ("Hasta el caos"). Tema instrumental.